# K2 Best Seller
『K2 BEST SELLER』（ケーツー ベストセラー）は小泉今日子の13作目のベスト・アルバム。1992年3月21日にビクターエンタテインメントから発売された。

## 解説
- 小泉今日子歌手デビュー10周年を記念して発売されたベスト・アルバム。初の2枚組となった。
- Disc 1はこれまで発売した32枚のシングルの中からミディアム・テンポやバラード楽曲を中心に選曲、またカップリング曲の「月は何でも知ってるくせに知らん顔して輝いている」やアルバム曲の「遅い夏」も収録している。
- Disc 2はこれまで発売したアルバム収録曲約150曲から100曲を約30秒から1分程度に編集したショート・ヴァージョンを収録。基本的にはシングル（カップリング含む）での発売がなされていない純粋にアルバムだけに収録された楽曲を選曲しているが、例外的に1曲目「The Stardust Memory」は13枚目のシングル曲であり、インストゥルメンタル・アルバム『MELODIES 小泉今日子ソング・ブック』収録のオーケストラ・ヴァージョンを収録、66曲目「Heart Breaker (Short Version)」は12インチ・シングルで発売された楽曲の別ヴァージョン（ベスト・アルバム『Best Of Kyong King』収録）であり、この2曲はアルバム曲ではない。また13曲目「今をいじめて泣かないで」他6曲はオリジナル・ヴァージョンではなく、ベスト・アルバム『Ballad Classics』『Ballad Classics II』収録の別ヴァージョンが収録されている。100曲目となる「One Moon」はCDの最大収録曲数が99曲のため、99曲目「Rock Me～騒ぎたりない夜の為に～」の後に収録（同一トラック）されている他、オリジナル・ヴァージョンではなくインストゥルメンタル・ヴァージョン且つ約2分と本CDの中で最長の尺で収録。Disc 2の編集100曲はサブスクリプションでは配信されていない。

## 収録曲
Disc 1: K2 BEST SELLER
1. 夜明けのMEW
  - 19枚目のシングル
2. La La La…
  - 30枚目のシングル
3. あなたに会えてよかった
  - 32枚目のシングル
4. 水のルージュ
  - 21枚目のシングル
5. Smile Again
  - 23枚目のシングル
6. 木枯しに抱かれて
  - 20枚目のシングル
7. 魔女
  - 16枚目のシングル
8. 遅い夏
  - 11枚目のオリジナル・アルバム『Phantasien』収録曲
9. 丘を越えて
  - 31枚目のシングル、シングル・ヴァージョンはアルバム初収録
10. 月は何でも知ってるくせに知らん顔して輝いている
  - 28枚目のシングル「学園天国」カップリング曲、アルバム初収録
11. 快盗ルビイ
  - 26枚目のシングル、シングル・ヴァージョンはアルバム初収録
12. The Stardust Memory (Slow Version)
  - 13枚目のシングルの別ヴァージョン（ベスト・アルバム『Ballad Classics』収録）

Disc 2: KOIZUMI INDEX 100
アルバム収録曲100曲を編集収録